# Przeworsk
Przeworsk (Oekraïens: Переворськ) is een stad in het Poolse woiwodschap Subkarpaten, gelegen in de powiat Przeworski. De oppervlakte bedraagt 21,98 km², het inwonertal 15.713 (2005).

## Verkeer en vervoer
- Station Przeworsk
- Station Przeworsk Gorliczyna
- Station Przeworsk Towarowy